# Pazz & Jop
Pour les articles homonymes, voir Jop.

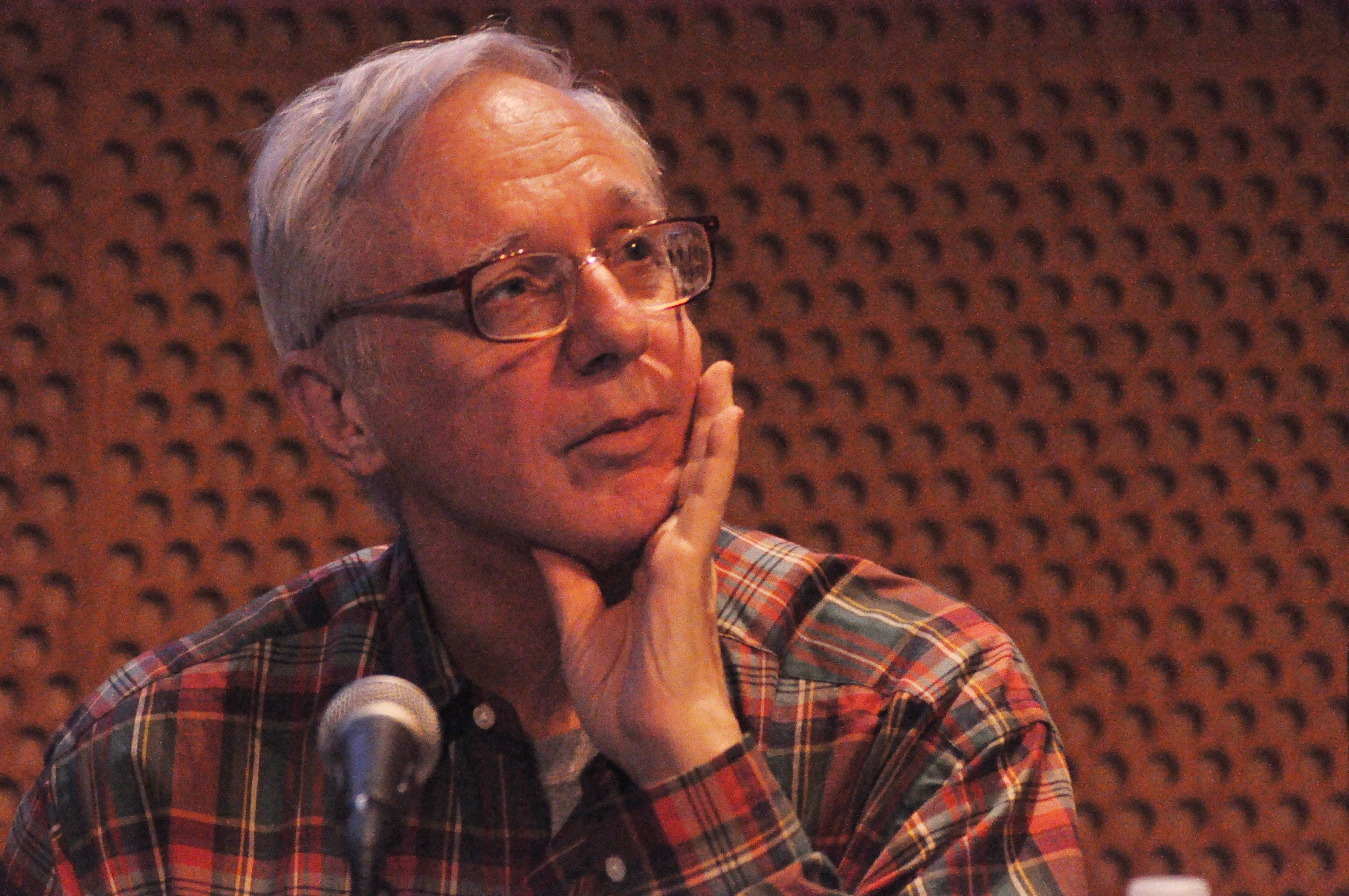
Robert Chrisgau à la conférence du sondage Pazz et Jop en 2010

Pazz & Jop est un sondage annuel de sorties musicales compilé par le journal américain The Village Voice depuis 1971. Le sondage est compilé à partir des top 10 de fin d'année présentées par des centaines de critiques musicaux,. Il a été nommé en hommage au magazine Jazz & Pop, et a adopté le système d'évaluation utilisé dans le sondage annuel des critiques de cette publication.
Pazz & Jop a été introduit par The Village Voice en 1974 comme un sondage portant seulement sur les albums musicaux, mais a été élargi pour inclure les votes pour les singles en 1979. Au fil des ans, d'autres listes mineures ont été introduites, les maxis, les clips, les rééditions d'albums et les compilations, mais elles ont toutes été abandonnées depuis. Le sondage sur les albums utilise un système de points pour les classements Les critiques participants assignent une valeur numérique, allant de cinq à trente, à chacun des albums de leurs top 10. Les listes de singles n'ont jamais été pondérées.

## Histoire
En 1971, le groupe de rock The Who a remporté le premier sondage des albums de Pazz & Jop avec Who's Next tandis que le groupe Ian Dury and The Blockheads a remporté le premier sondage des singles avec Hit Me with Your Rhythm Stick en 1979. Bob Dylan et Kanye West ont remporté le plus grand nombre de sondages, avec quatre albums numéro un chacun. West, en outre, a remporté le sondage sur les singles de 2005. Le critique musical Robert Christgau a supervisé le sondage Pazz & Jop pendant plus de trente ans avant d'être licencié par les nouveaux propriétaires du Village Voice en août 2006. En réponse à son licenciement, plusieurs critiques de premier plan ont annoncé publiquement qu'ils ne participeraient plus au scrutin. Le sondage a néanmoins continué, avec Rob Harvilla en tant que superviseur.